# Wake up World
Wake up World är den officiella låten för ”Hjälp Haiti”. Låten är skriven av Erik Anjou och inspelad av Karl Martindahl, Daniel Karlsson och Robin Bengtsson. Initiativ till låten togs av Andreas Wistrand (Highlights).
”Hjälp Haiti”, är en gemensam insamling för 14 organisationer med 90-konto, verksamma i Haiti. Insamlingen samordnas av FRII, Frivilligorganisationernas Insamlingsråd med stöd av TV4-Gruppen. 
De 14 organisationerna är: ActionAid, Erikshjälpen, Frälsningsarmén, Hoppets Stjärna, Läkarmissionen, Plan Sverige, PMU InterLife, Rädda Barnen, Röda Korset, Skandinaviska Barnmissionen, SOS-Barnbyar, Svenska FN-förbundet, Svenska Kyrkan och Unicef Sverige. 
FRII är en intresserorganisation för 103 medlemsorganisationer.
Låtskrivaren Erik Anjou och musikförlaget Sweden Songs genom Keith Almgren har skänkt alla intäkter för låten till FRII via Maria Ros Jernberg (FRII) och de STIM-pengar som kommer in går till Hjälp Haiti insamlingen och kommer därefter att fördelas ut till de 14 organisationernas så kallade katastroffonder.
Artisterna och alla övriga inblandade, Fredrik Wännman och Lars Norgren / Ramtitam (som spelat in, mixat och mastrad), Kristoffer Folin (assisterande tekniker) och musikerna Johan Bergqvist (gitarr och keyboard), Mårten Bengtsson (bas) och Fredrik Svensson (trummor) ställer upp gratis, liksom Johannes Lagtun och Kristoffer Folin (fotograf) som gjort skivomslag.
Låten framfördes första gången live i TV4 "Nyhetsmorgon" där Andreas tillsammans med Maria Ros Jernberg, kommunikationsansvarig på FRII, medverkade i TV-soffan.